# Абду-ль-Гани ан-Наблуси
‘Абд аль-Гани ибн Исма‘ил ан-Наблуси (ан-Набулси, ан-Набалуси, ан-Набулуси) ад-Димашки аль-Ханафи (араб. عبد الغني بن إسماعيل بن عبد الغني النابلسي الدمشقي الحنفي‎;
19 марта 1641, Дамаск, совр. Сирия — 5 марта 1731, там же) — выдающийся мусульманский учёный, поэт и суфий.
Родился в Дамаске в 1641 году в семье исламского богослова. Его отец, Исма‘ил, был правоведом ханафитского мазхаба и внёс вклад в арабскую литературу. ‘Абд аль-Гани осиротел в раннем возрасте.
В возрасте до 20 лет он преподавал и издавал юридические заключения (фетва). Он был последователем двух суфийских братств — Кадирийя и Накшбандия. Преподавал в мечети Омейядов в Дамаске и медресе ас-Салихийя, став известным учёным Сирии. Он много путешествовал, посетил Стамбул (1664), Ливан (1688), Иерусалим (1689), Палестину (1689), Египет (1693), Аравию (1693) и Триполи (1700).
Он умер и был похоронен в Дамаске в 1731 году в 90-летнем возрасте.

## Сочинения
Он написал более 300 книг и монографий. Его взгляды на религиозную терпимость к другим религиям были разработаны под вдохновением работ андалузского суфия Ибн ‘Араби. Он также написал этнографические работы, основанные на его путешествиях в Триполи, Египет, Иерусалим, Ливан и другие районы Ближнего Востока.